# Village Green-Green Ridge
Village Green-Green Ridge est une census-designated place située dans le comté de Delaware, dans le Commonwealth de Pennsylvanie, aux États-Unis. Sa population s’élevait à 7 822 habitants lors du recensement de 2010.

## Source
- (en) Cet article est partiellement ou en totalité issu de l’article de Wikipédia en anglais intitulé « Village Green-Green Ridge, Pennsylvania » (voir la liste des auteurs).

1. ↑  (en) « Geographic Identifiers - 2010 Census Summary File », Bureau du recensement des États-Unis (consulté le 4 janvier 2020)